# 양쪽성 이온

아미노산은 산성인 카복실기와 염기성인 아민기를 가지고 있다. 오른쪽 그림이 쯔비터 이온이다.

술팜산의 이성질체. 오른쪽이 쯔비터 이온이다.

양쪽성 이온(영어: amphoteric ion 또는 zwitterion) 또는 쯔비터 이온(Zwitter ion/ˈtsvɪtər.aɪ.ən/독일어:잡종 이온)은 화학에서 전기적으로 양성과 음성을 모두 가져 중성인 분자를 얘기하며, 쌍극자와는 다른 의미를 가진다. 가끔씩 내염(內鹽, inner salt)이라고 불리기도 한다. 아미노산은 쯔비터 이온의 좋은 예가 될 수 있다.

## 같이 보기
- 양쪽성